# Euromobil
Euromobil - program realizowany w ramach programu Socrates Lingua2 będącego częścią programu Socrates. Jego podstawowym celem jest stworzenie multimedialnego programu do nauki języka promującego mobilność studentów w Europie. 
Program składa się z trzech zasadniczych części:
1. Studia
2. Usługi
3. Wypoczynek

Każda z nich posiada część informacyjną, kurs językowy oparty na interaktywnych grach i ćwiczeniach oraz tematyczne scenki w formie plików video. EUROMOBIL uczy podstawowego słownictwa z obszaru życia codziennego oraz posługiwania się językiem docelowym w sytuacjach z jakimi spotykają się zagraniczni studenci po przyjeździe do obcego kraju, np. porozumiewania się na uczelni, złożenie zamówienia w restauracji/barze, dopełnienie formalności w banku, zakupy w sklepie, podróżowanie lokalnym transportem itp.
Euromobil jest dostępny w dziewięciu wersjach językowych: angielskiej, niemieckiej, fińskiej, węgierskiej (Euromobil 1) oraz czeskiej, francuskiej, polskiej, portugalskiej oraz rumuńskiej (Euromobil 2). Wersja czeska, fińska, polska, rumuńska i węgierska programu Euromobil zaprojektowana jest na poziom podstawowy z udziałem języka angielskiego jako języka wspierającego. Program angielski, niemiecki i francuski układane są na poziomie zaawansowanym. 
Wszystkie wersje programu Euromobil mają zbliżoną szatę graficzną, ale ich zawartość jest indywidualną kwestią każdego partnera i w dużym stopniu zależy od kreatywności jego twórców.